# Ōjin
Ōjin (応神天皇, Ōjin Tennō; fl. III-IV secolo) è considerato il quindicesimo imperatore del Giappone secondo la lista tradizionale.
È un personaggio mitico, probabilmente egli (o il capitano sulla cui vita è basata la leggenda di Ōjin) regnò all'inizio del V secolo. Ōjin è il suo nome postumo secondo lo stile cinese, il suo nome reale fu Homutawake o Hondawake (誉田別).
Secondo il Kojiki e il Nihongi (opere che trattano delle origini storico-mitologiche del Giappone, entrambe completate nell'VIII secolo) è il figlio dell'imperatore Chūai e della sua consorte Jingū. Secondo la leggenda, probabilmente scritta molto tempo dopo, Ōjin era stato concepito, ma non ancora nato prima della morte di Chūai, quindi la madre divenne la regnante de facto. La sua vedova trascorse tre anni nella conquista di una terra promessa, che si congettura essere la Corea, ma questa storia viene generalmente scartata dagli studiosi per la mancanza di prove. Quindi dopo essere ritornata in Giappone nacque il bambino. O un periodo di meno di nove mesi contiene questi "anni" (alcune stagioni), cioè tre raccolti, o la paternità è semplicemente mitica e simbolica, piuttosto che reale.
Secondo la tabella tradizionale giapponese Ōjin nacque nel 200. Comunque realisticamente nacque in qualche momento alla fine del IV secolo in Tsukushi al ritorno della madre dall'invasione della terra promessa e venne chiamato principe Hondawake. Divenne il principe della corona all'età di quattro anni. Venne incoronato nel 270) all'età di settant'anni e regnò per quarant'anni fino alla sua morte nel 310, sebbene nessuna delle date della cronologia tradizionale dell'epoca del suo regno possiedano alcuna base storica.
Il suo palazzo si trovava nella provincia di Kawachi, oggi parte della prefettura di Ōsaka. Fu il padre di vari principi, tra i quali Nintoku, il sedicesimo imperatore.
Ōjin e sua madre Jingū divennero kami (divinità) di battaglia (Hachiman) che il clan Minamoto considera come propri dei ancestrali.